# Arizona State University

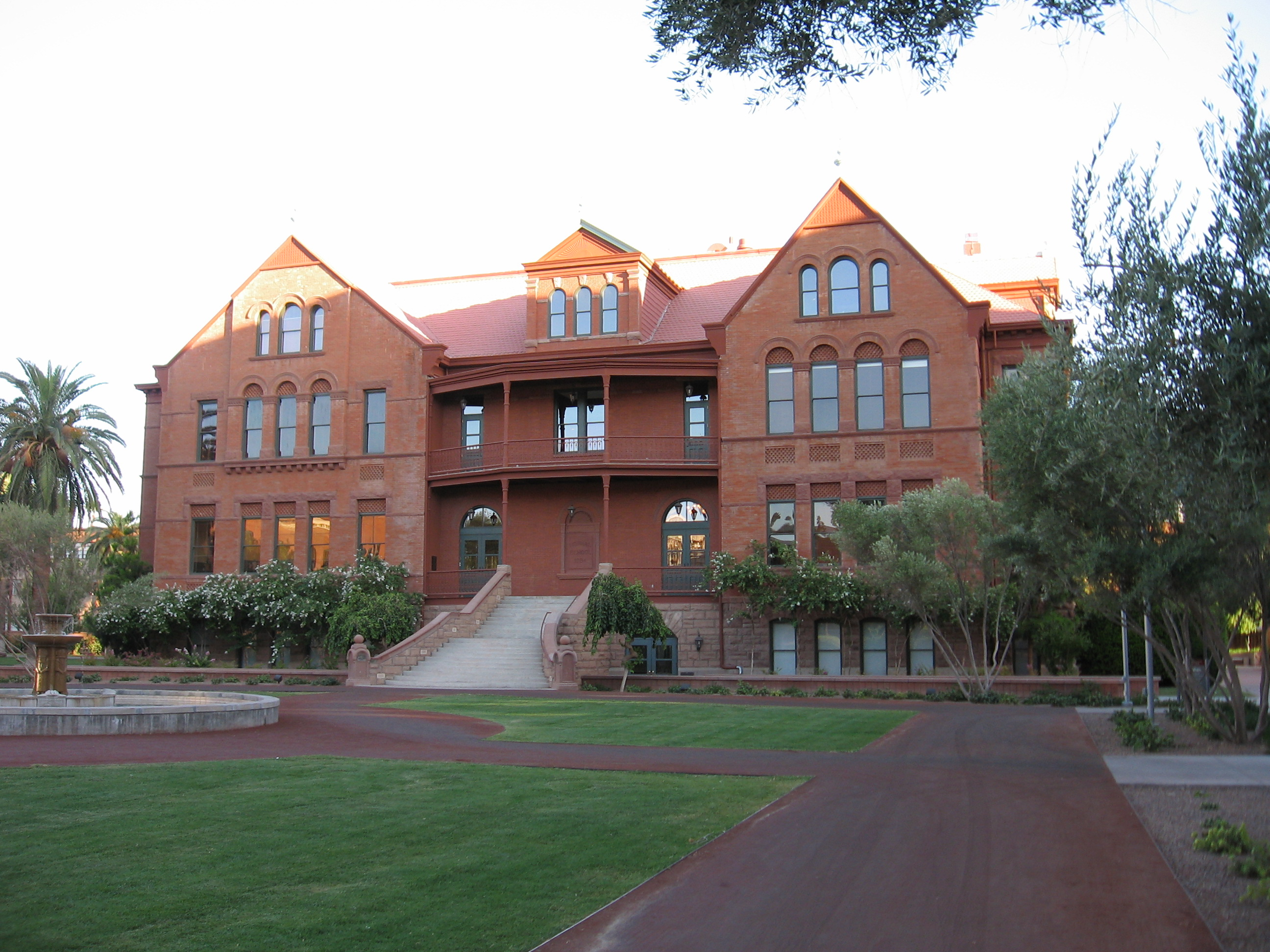
Gamla huvudbyggnaden Old Main.

Arizona State University är ett delstatligt universitet med huvudsäte i Tempe, Arizona.  Universitetet har cirka 57 000 studenter.
Universitetet grundades 1885 och hade ett flertal olika namn innan skolan 1945 fick namnet Arizona State College och slutligen 1958 Arizona State University.
Det rankas som det 126:e främsta lärosätet i världen i Times Higher Educations ranking av världens främsta lärosäten 2018.

## Idrott
De tävlar med 26 universitetslag i olika idrotter via deras idrottsförening Arizona State Sun Devils.